# 53-та изтребителна ескадра
53-та изтребителна ескадра „Асо пика“ (на немски: Jagdgeschwader 53 „Pik As“, съкр. JG 53) е една от изтребителните ескадри на Луфтвафе. Действува на много театри на военните действия в Европа по време на Втората световна война – Западния фронт, Източния фронт, Средиземноморския театър.

## История на ескадрата

### Създаване и предвоенно реформиране
Историята на ескадрата започва на 1 ноември 1938 г., когато на летището във Висбаден-Ербенхайм на базата на JG334 е сформирана нова ескадра – JG133 под командването на оберст-лейтенант Вернер Юнк. Първоначално в състава на ескадрата има само две групи:
- I./JG133 с командир майор Ханс-Хуго Вит, създадена на базата на I./JG334
- II./JG133 с командир майор Хуберт Мерхарт фон Бернет, сформирана на летище Манхайм-Сандховен на базата на II./JG334.

На 1 май 1939 г. във връзка с поредната промяна на организационната структура, ескадрата получава новото си име – JG53, влизайки в състава на 3-ти въздушен флот на Луфтвафе.
Едва след началото на Втората световна война ескадрата става втората напълно комплектована изтребителна ескадра на Луфтвафе, след като на 1 октомври (по други данни на 1 ноември) на летище Висбаден-Ербенхайм е сформирана III./JG53 под командването на хауптман Вернер Мьолдерс.
Приблизително по това време командирът на ескадрата Ханс Клайн приема за нейна официална емблема знака Асо пика.

## Geschwaderkommodoren (командири на ескадрата)
- 1 май 1939 – 30 септември 1939 – Оберст-лейтенант Вьорнер Юнк,
- 1 октомври 1939 – 31 декември 1939 – Майор Ханс Клайн,
- 1 януари 1940 – 30 септември 1940 – Оберст-лейтенант Ханс-Юрген фон Крамон-Таубадел,
- 9 октомври 1940 – 4 октомври 1943 – Оберст-лейтенант Гюнтер Фрайхер фон Малтцан,
- октомври 1943 – и.о. Майор Фридрих-Карл Мюлер,
- октомври – ноември 1943 – и.о. Майор Курт Убен,
- 9 ноември 1943 – 27 април 1945 – Оберст-лейтенант Хелмут Бенеман.